# Пибул Виситнондачай, Иосиф
Иосиф Пибул Виситнондачай (тайск. ยอแซฟ พิบูลย์ วิสิฐนนทชัย, 1.06.1946 г., Банг Буатонг, провинция Нотхабури, Таиланд) — католический прелат, епископ Накхонсавана с 19 июня 2009 года.

## Биография
Иосиф Пибул Виситнондачай родился 1 июня 1946 года в Банг Буатонге, провинция Нотхабури, Таиланд. 17 марта 1974 года Иосиф Пибул Виситнондачай был рукоположён в священника.
19 июня 2009 года Римский папа Бенедикт XVI назначил Иосифа Пибул Виситнондачая епископом Накхонсавана. 12 сентября 2009 года состоялось рукоположение Иосифа Пибул Виситнондачая в епископа, которое совершил кардинал Михаил Мичаи Китбунчу в сослужении с апостольским делегатом Брунея архиепископом Сальваторе Пеннаккио и архиепископом Бангкока Франциском Ксаверием Криенгсак Ковитванитом.